# De Doggershoek
De Doggershoek is een asielzoekerscentrum van COA en een voormalige rijksinrichting voor Jongeren in de Noord-Hollandse gemeente Den Helder. De jeugdgevangenis werd in 2002 opgeleverd en het azc opende er in 2015. Het heeft een capaciteit van 575 opvangplaatsen en is voor onbepaalde tijd in gebruik.

## Jeugdinrichting
Nadat de Koninklijke Marine in de jaren 1990 haar activiteiten in Den Helder inkromp werd besloten tot de bouw van een jeugdinrichting ter compensatie voor het verlies aan banen. De inrichting is ontworpen door Loof & van Stigt waarbij het complex als aanvulling op de drie grote forten van de Stelling van Den Helder een vierde fort moet voorstellen.
Rond de inschrijving voor de bouw in 1999 werd door de Rijksgebouwendienst bouwfraude vermoed door een vijftal bouwbedrijven, waarbij door die bedrijven de bouw gegund werd aan Geveke Bouw. De Rijksgebouwendienst heeft dit vermoeden niet gemeld bij de Nederlandse Mededingingsautoriteit en nadat Geveke Bouw was afgekocht werd de gevangenis voor 33 miljoen gulden gebouwd door bouwbedrijf Ursem-De Nijs
De officiële opening vond plaats op 27 juni 2002 en op 28 en 29 juni was het opengesteld voor respectievelijk genodigden en overige geïnteresseerden. Op 1 juli 2002 werd het gebouw als jeugdinrichting in gebruik genomen. Door ruimtegebrek vond er in 2006 een uitbreiding plaats.

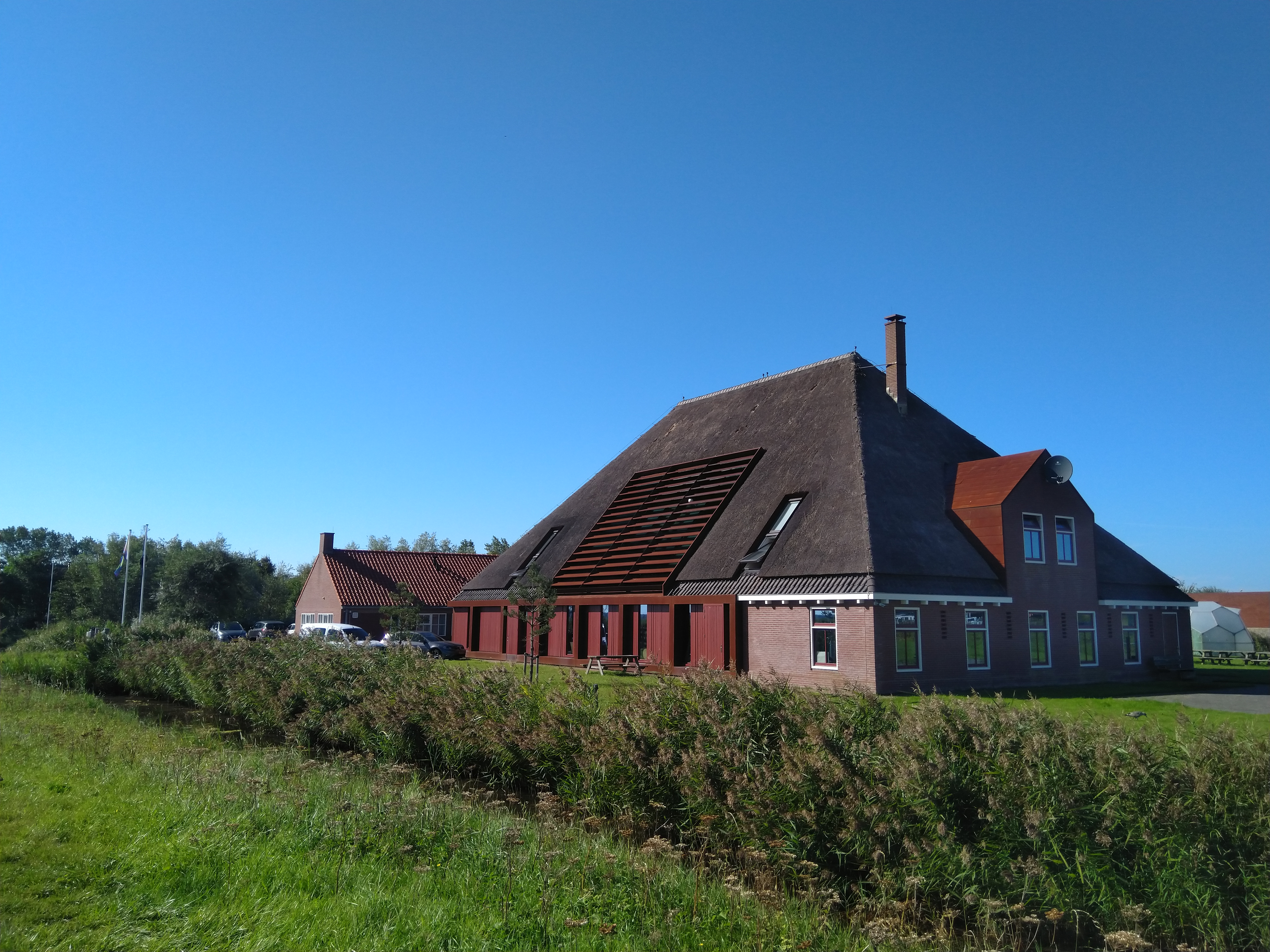
De Doggerij

Naast criminele jongeren werden ook jongeren met ernstige gedragsproblemen in het complex gehuisvest. Vanaf 2010 was dit niet meer toegestaan waardoor er cellen leeg kwamen te staan. Dit was een reden voor Minister van Justitie Ernst Hirsch Ballin om De Doggershoek te sluiten. Vanwege het verlies van honderden banen begon burgemeester Koen Schuiling een tevergeefse handtekeningactie tegen de sluiting. Op 28 februari 2011 vertrokken de laatste jongeren.
Ten zuiden van De Doggershoek bevond zich een vervallen stolpboerderij die door de Rijksgebouwendienst werd aangekocht en verbouwd met als doel te dienen als beperkt beveiligde afdeling van De Doggershoek. Door de sluiting van de jeugdinrichting werd besloten de stolpboerderij, waarvan de bouw al in volle gang was, te gebruiken als huisvesting voor kwetsbare jongeren. De oplevering vond plaats in februari 2011 en het kreeg de naam De Doggerij.
Op 30 juni 2014 werd De Doggershoek overgedragen aan het Centraal Orgaan opvang asielzoekers. Het was hiermee de eerste justitiële inrichting die door het Ministerie van Veiligheid en Justitie als onderdeel van een masterplan werd afgestoten nadat een groot aantal van deze inrichtingen overbodig waren geworden.

## Asielzoekerscentrum

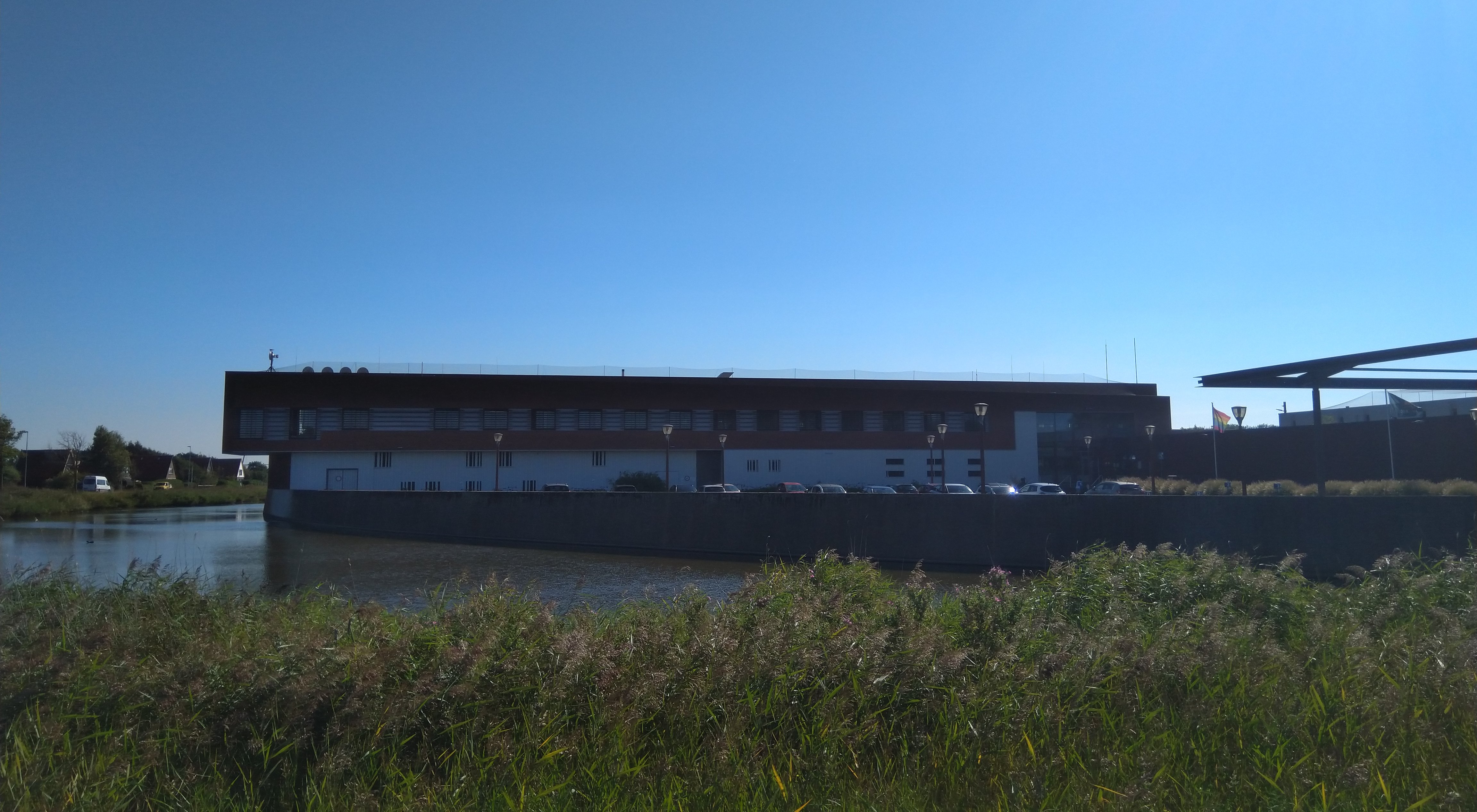
Een deel van het complex vanaf de noordzijde gezien

Voordat het complex als azc in gebruik kon worden genomen werd het verbouwd door Jorritsma Bouw. Hierbij werden onder andere in de dichte buitenmuur openingen gezaagd en werden de stalen celdeuren verwijderd. Het asielzoekerscentrum opende officieel op 30 september 2015 nadat een maand eerder de eerste bewoners waren gearriveerd.
Sinds begin 2018 is De Doggerij in gebruik voor opvang van alleenstaande minderjarige vluchtelingen. Deze krijgen hier tijdelijk onderdak tot ze 18 jaar zijn. In 2022 werd op het terrein een kunstwerk onthuld met symbolen die de verhalen van jonge vluchtelingen uitbeelden.